# Comatacta nautlana
Comatacta nautlana là một loài ruồi trong họ Tachinidae.